# Joakim Andersson (skoczek do wody)
Arne Joakim Andersson (ur. 9 września 1971 w Jönköping) – szwedzki skoczek do wody specjalizujący się w skokach z trampoliny, czterokrotny medalista mistrzostw Europy, trzykrotny olimpijczyk (Seul, Barcelona, Atlanta).

## Przebieg kariery
Zadebiutował w 1986 roku występem na mistrzostwach świata w Madrycie, gdzie w konkurencji skoku z trampoliny 3 m zajął 28. pozycję. Na igrzyskach olimpijskich w Seulu zajął 14. pozycję w tejże konkurencji (gdzie uzyskał wynik 549,99 pkt). Na mistrzostwach świata rozgrywanych w Perth osiągnął znacznie lepsze rezultaty niż pięć lat wcześniej – w konkurencji skoku z trampoliny 1 m awansował do finału i zajął 5. pozycję, w konkurencji skoku z trampoliny z wysokości 3 m uplasował się na 13. pozycji. W 1991 został wicemistrzem Europy w konkurencji skoku z trampoliny 3 m. W swym drugim występie olimpijskim, który miał miejsce w Barcelonie, wystąpił w zawodach w konkurencji skoku z trampoliny 3 m, gdzie zajął 9. pozycję z wynikiem 562,74 pkt.
W 1993 roku zdobył kolejne dwa medale mistrzostw Europy, srebrny w skoku z trampoliny 1 m oraz brązowy w skoku z trampoliny z wysokości 3 m. Dwa lata później okazał się wicemistrzem Europy w konkurencji skoku z 1 m. Po raz ostatni w zawodach międzynarodowych wystąpił podczas igrzysk olimpijskich w Atlancie, gdzie zajął 22. pozycję w konkurencji skoku z trampoliny 3 m (z wynikiem 331,83 pkt, zawodnik odpadł w eliminacjach).